# 류원 (배우)
류원(본명: 주원, 1997년 11월 8일 ~ )은 대한민국의 배우이다.

## 생애
류원은 1997년 11월 8일 부산광역시 해운대구에서 태어났다. 본명은 주원으로, 동명의 배우가 있기 때문에 어머니의 성씨인 류를 따라 류주원, 주류원 등을 생각하다가 류원이라는 예명을 정했다. 형제자매로는 오빠가 있다. 부산광역시 해운대에서 초등학교 3학년때까지 살다가 미국으로 이민을 갔다. 이 덕에 영어가 유창하다. 미국에서 17살 때 로스앤젤레스의 미인대회를 참가하여 선으로 당선되었으며, 이후 JYP 엔터테인먼트의 캐스팅 디렉터에게 캐스팅되었다. 당시 류원은 패션 디자인과 미술에 관심이 많아 대한민국행을 망설였지만, 아버지의 추천으로 18살에 고등학교를 조기 졸업하고 홀로 대한민국으로 돌아와 JYP의 연기 연습생이 되었다.

## 출연 작품

### 영화
- 《앨리스: 계절의 틈》 (2015년) - 다주 역

### 드라마
- 《함부로 애틋하게》 (2016년, KBS2) - 최하루 역
- 《미씽나인》 (2017년, MBC) - 윤소희 역
- 《마술학교》 (2017년, JTBC)
- 《여신을 부탁해》 (2017년, 웹드라마) - 한여신 역
- 《시크릿 부티크》 (2019년, SBS) - 위예은 역
- 《배가본드》 (2019년, SBS) - 미키 역